# Graal Online
Graal Online (auch nur Graal) ist zweideutig und bezeichnet zum einen die Organisation des Graal-Netzwerks und zum anderen den Hauptclient, der benötigt wird, um auf dem Graal-Server zu spielen. Die Server sind 2D-Onlinerollenspiel- und nun auch 3D-Spielewelten, die vom Hersteller und den Spielern entwickelt und gepflegt werden.

## Minimale Systemanforderungen
| Windows | Linux | macOS |
| --- | --- | --- |
| - Windows 7/8/8.1/10 (alle 64-Bit) - 3D-Grafikkarte - 4 GB RAM - Internetverbindung (56 Kilobits Modem) - 50 Megabyte freier Festplattenplatz - DirectX 11 | - Aktuelle Linux-Version - 3D-Grafikkarte - Pentium 2 mit 350 Megahertz - 128 Megabyte RAM - Internetverbindung (56 Kilobits Modem) - 100 Megabyte freier Festplattenplatz | - Macintosh mit OS X - 3D-Grafikkarte - Prozessor mit 350 Megahertz - 128 Megabyte RAM - Internetverbindung (56-Kilobit-Modem) - 40 Megabyte freier Festplattenplatz |

## Graal-Netzwerk und Server-Thematik

Die Spielewelt Zeron ist eine von hunderten des Graal-Netzwerkes.

Das Graal-Netzwerk besteht aus ungefähr hundert Servern (die als Spielewelten oder Playerworlds bezeichnet werden), die entweder über den Graal Online-Hauptclient, der aus einer eigenen Datenbank und Engine besteht, oder über den Webbrowser mittels eines Plug-ins erreicht werden können. Die Spielewelten werden in unterschiedlichen Kategorien in der Serverliste geordnet. Die Thematiken der Spielewelten reichen vom Mittelalter zur Neuzeit bis hin zu zukünftigen Kriegsszenarien. Auf einigen Servern wurden (Rahmen-)Handlung verfasst, die den Spielverlauf mehr oder weniger beeinflussen.
Die klassischen Spielewelten, die vom Entwickler-Team erstellt wurden und jetzt größtenteils von Spielern gewartet werden, und von Spielern selbst erstellten Spielewelten werden in einer 2D-Ebenengrafik angezeigt und im Echtzeit-System gespielt (also keine rundenbasierende Kämpfe oder Aktionen). Die Weltkarten- und Innenlevels bestehen immer aus einem Boden (Individuelles Tileset mit Kollisionserkennung), aus im Level erstellten oder in den Servereinstellung global definierten Skripten und bei Bedarf aus NPCs.
Derzeit gibt es nur zwei Gold-Spielewelten, die sich durch eine mögliche Mischung aus 2D- und 3D-Elementen von den klassischen Spielewelten unterscheiden. Ein Beispiel stellt der Gold-Server „Graal Kingdoms“ dar, der typische 2D-Elemente auf eine 3D-Landschaft darstellt. Die Gold-Server werden vom Entwickler-Team am meisten unterstützt und ausgebaut, wodurch sie im Gegensatz zu den klassischen Spielewelten viel mehr Spieleinhalte und -optionen haben. Die derzeit einzig existierenden Gold-Spielewelten „Zone“ und „Graal Kingdoms“ decken alle Zielrichtungen ab, so setzt „Zone“ auf einen futuristischen Strategiekampf zwischen verschiedenen Teams und „Graal Kingdoms“ auf ein variationsreiches Mittelalter-Spielgeschehen.
Die Skripte werden auf den 2D-Servern in GraalScript, eine Mischung aus C++ und Delphi, geschrieben und verfasst. Die 2D-Grafiken werden entweder im GIF oder als PNG abgespeichert und sind auf 32 Bit begrenzt.
In Entwicklung mit der Torque-Spiel-Engine befindet sich seit mehreren Jahren die einzige 3D Spielewelt „Graal3D“, die komplett auf 2D-Inhalte verzichtet, ähnlich wie „Graal Kingdoms“ aufgebaut ist und ebenfalls im Mittelalter spielt. Bis 2005 konnte man den Server erreichen.

## Spielewelten
Da jede Spielewelt im Graal-Netzwerk unabhängig ist, unterscheiden sich alle spielerisch und technisch (grafische Merkmale, Audio, Interface etc.) voneinander. Die Server der Spielewelten haben ihren Sitz im Cyberjoueurs Zentrum in Frankreich.
Die Spielewelten haben in der Regel eine Hintergrundgeschichte, die nicht das Interagieren und Bewegen in der Spielewelt beeinflusst, da der Kernpunkt der Spielewelten in der Kommunikation zwischen den Spielern, dem gemeinsamen Lösen von Aufgaben und der freien Entfaltung seiner Ideen (zum Beispiel ein eigenes Haus, gebaut über den Graal-Editor, oder selbst erstellte Kleidungsteile) liegt.
Alle Classic- und von Spielern erstellten Spielewelten werden neben den Server-Eigentümer von einem von ihm gewählten „Staff“ gepflegt und weiter ausgearbeitet (→ Interaktivität und Berufe). Der Staff ist ein Bund aus freiwilligen Mitarbeitern, die ihre Ideen mit in die Spielewelten mit einfließen lassen und aus Spaß an der Freude mitarbeiten, die eine besondere Berechtigung im Gegensatz zu normalen Spielern haben.
Eine Auswahl an interessanten Spielewelten:
| Server                  | Beschreibung |
| Gold-Spielewelten       | Gold-Spielewelten |
| ----------------------- | --- |
| GraalOnline Era         | Treten Sie ein in GraalOnline Era und tauchen Sie ein in das moderne Stadtleben. Kämpfe mit Sturmgewehren, Schrotflinten und vielem mehr! In diesem 2D-Abenteuer treten Sie gegen die rücksichtslosen Banden an, die durch die Straßen von Graal streifen. |
| GraalOnline Zone        | Werden Sie ein futuristischer 2D-Shooter mit vielen verschiedenen Spielstilen! Egal, ob Sie NPC-Feinde mit Ihrem Freund töten oder in die Spieler-gegen-Spieler-Seite eintauchen möchten, Graalonline Zone ist genau das Richtige für Sie! Tauchen Sie ein in das futuristische Land der Graalonline-Zone und nehmen Sie an unvergesslichen Missionen mit Spielern aus aller Welt teil. |
| klassische Spielewelten | |
| GraalOnline Classic     | Willkommen bei Graal Classic, einem MMORPG im Retro-Stil. Spielen Sie mit Hunderten von Spielern auf der ganzen Welt, erkunden Sie die Welt und verwenden Sie verschiedene Waffen und Werkzeuge. Passen Sie Ihren Charakter an, schließen Sie Freunde, bilden Sie Gilden, erkunden, suchen, bauen Sie ein Haus und vieles mehr                                                          |

### Kommunikation
Ein weiteres Merkmal ist die Kommunikation zwischen Mitspielern und das gemeinsame Lösen von Questen durch andere Spieler. Es gibt zwei Möglichkeiten, sich zu verständigen:
- Über die Spielerleiste, die alle Spieler anzeigt, die sich auf der aktuellen Spielewelt befinden. Von hier aus werden Private Nachrichten versendet und empfangen.
- Mittels der internen Eingabeleiste. Der eingegebene Text wird dann über den Kopf des Spielers eingeblendet.

Die Eingabe von privaten Nachrichten erfolgt über ein Doppelklick auf den Spieler in der Spielerliste, bekommt der Spieler dann eine Antwort, blinkt der Spielerkopf in der Liste auf. Mittels Rechtsklicks auf einem beliebigen Spieler kann man zudem das Profil abrufen oder ihn blocken bzw. entblocken (das Empfangen von Privaten Nachrichten verhindern).
Seit der vierten Version ist möglich, Nachrichten an Spielern, die sich auf anderen Server befinden, zu senden.
Die interne Eingabeleiste dient zudem zur Eingabe von Spielebefehlen.

### Steuerung
Auf fast allen Spielewelten wird mit der Maus und der Tastatur gespielt.
| Taste       | Funktion |
| ----------- | --- |
| Pfeiltasten | Mit den Steuerungstasten oder alternativ I J K L bewegt man sich durch die Levels und über die Weltkarte.                                 |
| A           | Gegenstände oder Personen ziehen, verschieben, aufheben oder werfen, außerdem können damit Aktionen ausgeführt und Türen geöffnet werden. |
| S/Leertaste | Zum Benutzen der aktuellen Waffe |
| D           | Ausgewählte Items einsetzen |
| Q           | Öffnet das spielewelteigene Inventar |

Auf Servern wie „Zone“ können auch alle Aktionen per Maus gesteuert werden.
Manche Spielewelten im mittelalterlichen Stil bieten Fortbewegungsmitteln wie Pferden an, die einen schneller über die Weltkarte transportieren. In futuristischen Spielewelten gibt es stattdessen Autos oder Bodenflieger.

### Interaktivität und Berufe
Die Spielewelten können auch von normalen Spielern bearbeitet werden, in dem sie zum Beispiel ihr eigenes Haus im Graal-Editor erstellen und es mittels eines zuständigen LAT (= Level Administrator, Spieler mit Administrator-Rechten, die für die Levels zuständig sind) hochladen lassen. Außerdem können eigene Kleidungsteile, Schilder und Schwerter von den Uploadern oder FAQ (= Frequently Asked Questions, Spieler mit Administrator-Rechten, welche Fragen von Spielern beantworten) hochgeladen werden. Der Spieler kann sich dann mit seinen hochgeladenen Kleidungsstücken individuell kleiden.
Jeder Spieler mit guten Kenntnissen über das jeweilige Gebiet kann sich als den oben besagten Stellen und als NAT (= NPC Administration Team, für Skripte), GANI (= Graal Animation, für Animationen), GFX (= Graphics, Grafische Abteilung), Events Team (Leiter von Spiel-Ereignissen) oder GP (= Graalian Police, für Recht und Ordnung) bewerben. Wird der Spieler in den Staff aufgenommen, kann er sich mittels der „Graal RemoteControl“ in den Serverbereich einloggen und dort seine Aufgaben und Ideen umsetzen.

## Graal-Versionen
Im Laufe der Entwicklungszeit erschienen verschiedene Hauptclients, die verschiedene Funktionen und Techniken beinhalteten.

### Erste Version
- Veröffentlichungsdatum: 1998
- Editor ist im Download enthalten

Die primäre Version hieß Zelda Online, da das Spiel an sich viele Parallelen zu den Zelda-Spielen vom Super Nintendo und dem Game Boy aufwies, so sahen zum Beispiel die Figuren, NPCs und Tilesets nahezu identisch aus. Außerdem wurde das Design bis zur dritten Version komplett im typischen „Zelda-Grün“ gehalten. Aus ersichtlichen, nicht aber bestätigten Gründen wurde das Netzwerk kurze Zeit später in Graal Online umbenannt. Vermutlich entstand der Name durch den vergoldeten Kelch Gral, der in der ersten offiziellen Spielewelt „Classic“ eine wichtige Rolle spielte.
In der ersten Version fehlte der Online-Modi, lediglich ein Editor war vorhanden, der eine große Anzahl an Funktionen mit sich brachte, um sich eigene Levels zu bauen und zu skripten.
Entwicklerberichten zufolge gab es schon um 1997 eine erste Version, die bereits viele Gemeinsamkeiten zur finalen ersten Version bot. Gegen Ende der ersten Version konnte man schließlich eine Beta-Version des Onlinemodus ausprobieren.

### Zweite Version
- Veröffentlichungsdatum: 2001
- Online-Modus vorhanden
- Animationseditor „Graal Online Gani-Editor“ wurde hinzugefügt

Ab der zweiten Graal Online-Version kann man im finalen Onlinemodus spielen, welcher bis zur heutigen Version das gleiche Prinzip bietet (→ Graal-Netzwerk und Server-Thematik).
Gegen 2000 wurde das Pay-to-Play-System eingeführt, wo durch man nun einmalig 30 Euro über PayPal oder einer Kreditkarte an den Hersteller zahlen muss, um die klassischen Server unbegrenzt lange spielen zu können. Andernfalls gehen bei einem Neustart alle erspielten Daten verloren. Außerdem ist es nun möglich für ein halbes Jahr die „Gold“-Spielewelten und die in der dritten Version erschienenen „Graal3D“-Spielewelt zu spielen. Für weitere 10 Euro kann man die Gold-Mitgliedschaft für ein halbes Jahr verlängern.
Seit dieser Version gibt es bis heute keinen neuen Graal Online-Editor mehr.

### Dritte Version
- Veröffentlichungsdatum: 2004
- Bestandteil, um „Graal3D“ zu spielen

Der dritte Graal Online-Client ist eine verbesserte Version der 2. Version, der nun im Design der damals noch aktuellen Graal-Homepage gehalten wurde. Außer einem Infobildschirm und einigen zusätzlichen Optionen und Steuerungssystemen bot die Version keine nennenswerten Erneuerungen, jedoch war sie der Bestandteil, um „Graal3D“ zu spielen. „Graal3D“ löst sich von der 2D-Welt und ähnelt 3D-MMORPGs wie World of Warcraft. Der 3D-Server wurde später komplett abgestellt.

### Vierte Version
- Veröffentlichungsdatum: Anfang 2006
- Automatischer Aktualisierungs-Vorgang
- Neuer Loginbildschirm mit Informationen zu den Servern
- Einführung der GraalScript 2-Technik, um das Skripten zu vereinheitlichen Skriptnormen zu setzen.

Das Graal Online-Design erinnert nun stark an die Oberfläche des Betriebssystems macOS. Seit der aktuellen Version arbeitet ein Großteil der Spielewelten ausschließlich mit der GS2-Technik.

### Fünfte Version
- Veröffentlichungsdatum: 13. Juli 2007
- Videoaufnahmen im Spiel
- Neuer Loginbildschirm mit einem zusätzlichen Nachrichtensystem
- GUI-Themen (Benutzeroberflächen) können heruntergeladen und angewendet werden.

Die fünfte Version ist eine leicht modifizierte Version des vierten Clients und läuft nach eigenen Angaben des Herstellers nun deutlich schneller und funktioniert auch unter Windows Vista stabiler. Die Server wurden nun kategorisiert und der Server „Graal Skills“ mit vielen Minispielen wurde hinzugefügt. Mit der fünften Version soll das lang angekündigte „Graal3D“ komplett neu eingeführt werden.

## Accountarten
Die Account-Profile wurden mit dem Erscheinen der fünften Version geändert. Jeder Spieler, der einen Trial-Account besitzt, wird auf sämtlichen Spielewelten alle 10 Minuten in einen 2-minütigen Beobachtungsmodus versetzt, dafür werden sämtliche Fortschritte im Gegensatz zum alten Account-System gespeichert.
Spieler, die früher einen Classic-Account (Playerworld-Berechtigung) besitzen, bekamen durch die fünfte Version einen Lifetime-Classic Status, mit dem sie ohne zeitliche Beschränkung auf klassischen Servern spielen können. Dieser ist mit einem neuen Account nicht zu bekommen. Diese Spieler haben den Beobachtungsmodus nur auf Gold-Servern. Um diesen zu umgehen, muss man auf eine Gold-Paket upgraden.
Spieler mit einem neuen Account müssen sich eine Playerworlds-Gold-Berechtigung erwerben um auf klassischen Servern spielen zu können.
Mit einer Developer-Berechtigung kann man sich einen Server in Graal-Netzwerk mieten. Dafür braucht man je zwei weitere Spieler (also insgesamt drei), die eine Developer-Berechtigung haben.
|                              | Trial-Account       | Lifetime-Classic-Account      | Playerworlds-Gold-Account | Gold-Paket    |
| Fortschritt wird gespeichert | Nein                | Ja                            | Ja                        | Ja            |
| Klassische Spielewelten      | Mit Einschränkungen | Ja                            | Ja                        | Ja            |
| Gold-Spielwelten             | Nein                | Nein                          | Nein                      | Ja            |
| Playerworlds                 | Nein                | Nein                          | Ja                        | Ja            |
| Voraussetzungen              | Registrierung       | Classic-Account vor Version 5 | Trial-Account             | Trial-Account |